# Bony de l'Orri
El Bony de l'Orri  és una muntanya que es troba en el terme municipal de la Vall de Boí, a la comarca de l'Alta Ribagorça, i dins del Parc Nacional d'Aigüestortes i Estany de Sant Maurici.
El pic, de 2.363,2 metres, està situat a llevant del Pic de Comaloforno i del Pas de l'Ós, a ponent de l'extrem septentrional del Pantà de Cavallers.

## Rutes
- Des de l'extrem occidental de la Presa de Cavallers, via el Pas de l'Ós.
- Des del Pletiu de Riumalo pel Barranc de Malavesina.